# Ландсберг ам Лех
 Тази статия е за града в Германия.  За окръга вижте Ландсберг ам Лех (окръг).  
Ландсберг ам Лех (на немски: Landsberg am Lech) град в Горна Бавария, Германия, с 28 432 жители (31 декември 2014). Намира се на река Лех, на около 55 km западно от Мюнхен и на около 38 km южно от Аугсбург.
Разположен е на 585 метра надморска височина на Баварското плато.